# 霍隆武 (鈕祜祿氏)
霍隆武（1790年代約1793年—1853年），鈕祜祿氏，滿洲鑲紅旗人，福州駐防出身。清朝武官。
由前鋒中武舉。道光五年，委署前鋒校。道光十年，升正黃旗驍騎校。道光十六年，遷正紅旗防禦。道光十七年，升正白旗二佐領。道光二十年，升鑲白旗協領。道光二十三年至二十四年，疊奉檄赴廈門督辦夷稅事務。道光二十五年，以辦理稅務認真賞戴藍翎。道光二十六年，俸滿引見得旨交軍機處記名。道光二十七年，調福州水師旗營協領。咸豐元年，擢江寧副都統。咸豐二年，署江寧將軍。咸豐三年，太平軍圍攻江寧，霍隆武偕祥厚等固守十餘晝夜。二月，外城陷，仍與祥厚力守內城。策馬督戰時，受傷墮馬，力竭陣亡。贈都統，予騎都尉兼雲騎尉世職，諡果毅。